# 176884 Jallynsmith
176884 Jallynsmith este un asteroid din centura principală de asteroizi.

## Descriere
176884 Jallynsmith este un asteroid din centura principală de asteroizi. A fost descoperit pe 29 octombrie 2002 la Apache Point Observatory în cadrul programului Sloan Digital Sky Survey. Asteroidul prezintă o orbită caracterizată de o semiaxă mare de 2,74 ua, o excentricitate de 0,03 și o înclinație de 8,1° în raport cu ecliptica.